# مت ادواردز (بازیکن فوتبال)
مت ادواردز (انگلیسی: Matt Edwards؛ زادهٔ ۱۵ ژوئن ۱۹۷۱) بازیکن فوتبال اهل بریتانیا است.
از باشگاه‌هایی که در آن بازی کرده‌است می‌توان به باشگاه فوتبال ردینگ اشاره کرد.